# Spanisch-Marokkanischer Krieg
Im Spanisch-Marokkanischen Krieg versuchte das Königreich Spanien 1859/1860, dem Sultanat Marokko weitere Gebiete abzunehmen und so seine Besitzungen in Nordafrika zu erweitern. Dieser Konflikt wird auch Erster Marokkanischer Krieg, in Spanien oft Afrikanischer Krieg (spanisch La Guerra de África) genannt.
Später setzte Spanien seine Expansionsbestrebungen in den sogenannten Rifkriegen 1893, 1909 und 1921 (auch Zweiter Marokkanischer Krieg genannt) fort.

## Vorgeschichte
Der marokkanische Sultan Sidi Muhammad IV. hatte gerade die Macht von seinem verstorbenen Vater übernommen und kämpfte mit inneren Unruhen, als die Bewohner des Rifs (auch als Riffpiraten bezeichnet) im August/September 1859 in die unter spanischer Hoheit stehenden Orte Ceuta und Melilla in Nordafrika einfielen. Den eigentlichen Feindseligkeiten, die zum Krieg führten, gingen Demonstrationen der Marokkaner gegen die Bautätigkeiten am Wachhaus der „Attaque de Santa Clara“ voraus. In der Nacht vom 10. auf den 11. August zerstörten Angehörige des Stammes der Anghera (aus der Schlucht Boqueta Anghera) diese Arbeiten. Das Wachhaus wurde in der Nacht vom 20. auf den 21. August erneut errichtet und am folgenden Morgen wieder niedergerissen. Die bewaffneten Demonstrationen richteten sich gegen die Bauten und die spanische Flagge und eskalierten. Da die Besatzung von Ceuta nur aus dem Regiment „Fijo de Ceuta“, einer kleinen Abteilung Kavallerie und etwas Artillerie bestand, näherten sich rund 200 bis 300 Marokkaner dem Kavallerieposten auf dem Otero und eröffneten das Feuer. Die Spanier zogen sich in die Festung Ceuta zurück und die Marokkaner folgten ihnen. Die Marokkaner zogen immer größere Truppen in dem Gebiet zusammen. Die Stadt Ceuta erhielt durch den Kriegsdampfer Piles, der 4 Kompanien des Regiments „Albuera“ mitbrachte, und am 30. August durch die Jägerbataillone „Barbastro“ und „Madrid“ Verstärkung. Dadurch konnten die Marokkaner zurückgedrängt und das Wachhaus am 11. September neu errichtet werden.

## Verlauf
Der Kriegs- und Kolonialminister Leopoldo O’Donnell forderte daraufhin vom Sultan von Fès und Marokko eine Wiedergutmachung für diese Tat und eine Garantie, jegliche zukünftigen Übergriffe auf spanisches Gebiet zu verhindern und forderte die Abtretung eines weiteren Gebietes. Die eingeleiteten Verhandlungen blieben ohne Resultat und am 22. Oktober 1859 erklärte er Marokko im Namen seiner Monarchin den Krieg. General O’Donnell schiffte sich umgehend mit einer Flotte und 10.000 Mann nach Afrika ein und erhielt den Oberbefehl über die nun aus 35.000 bis 40.000 Fußsoldaten, 2.000 Mann Kavallerie und 150 Geschützen bestehenden spanischen Truppen. Im Dezember wurden die Spanier von den Kabylen und Mauren der Ebene, ungefähr 60.000 Mann Reiterei, angegriffen. O’Donnells Truppen konnten sie zurückschlagen und drangen bald siegreich weiter vor.
Am 1. Januar 1860 besiegte General Juan Prim eine starke Streitkraft von Mauren bei Castillejos, so dass der Weg nach Tétouan frei wurde. Nach vielen kleinen, blutigen Gefechten rückten am 4. Februar 1860 30.000 Spanier unter Marschall O’Donnell gegen die Verschanzungen außerhalb der Stadt Tétouan vor, die von 40.000 Mauren gehalten wurden. Drei Tage später besetzten die siegreichen Truppen der Spanier die Stadt Tétouan. Am 23. März unterlag eine große Streitmacht der Marokkaner bei Wad-el-Ras den 25.000 Mann O’Donnells, was zum Ende der Kämpfe führte. Die Marokkaner baten um Waffenstillstand.

## Truppenzusammensetzung
Die Spanische Expeditionsarmee, durch ein Dekret vom 3. November 1859 unter Führung des Ministerpräsidenten Marschall O’Donnell, bestand aus 52 Bataillonen, 12 Eskadronen und 74 Kanonen. Diese teilte sich wie folgt auf:
- 1. Armeecorps unter General Rafael Echagüe, 12 Bataillone, 1 Schwadron Husaren, 3 Kompanien Artillerie mit 18 Geschützen, sowie 1 Compagnie Genie
- 2. Armeecorps unter General Juan de Zavala, 16 Bataillone, 4 Schwadronen, 3 Schwadronen reitende Artillerie mit 12 Geschützen, 1 Compagnie Gebirgsartillerie mit 6 Geschützen, 1 Compagnie Genie
- 3. Armeecorps unter General Ros de Olano, 16 Bataillone, 1 Schwadron Kavallerie, 2 Schwadronen reitende Artillerie mit 8 Geschützen, 1 Compagnie Gebirgsartillerie mit 6 Geschützen.
- Reservedivision unter General Juan Prim Graf von Reus mit 8 Bataillonen u. 3 Schwadronen reitender Artillerie mit 12 Geschützen.
- Kavalleriedivision des Generalmajors Galiano aus 9 Schwadronen Kürassieren und Husaren sowie 3 Schwadronen reitender Artillerie mit 12 Geschützen.

Dem marokkanischen Heer stand der Bruder des Sultans, Sidi-Mulai-el-Abbas, vor, der zunächst mit rund 15.000 Mann eine Position zwischen Tanger und Tetuan. Diese Zahl stieg rasch auf etwa 30.000 Reguläre und etwa 80.000 sogenannte Irreguläre Truppen an.

## Folgen

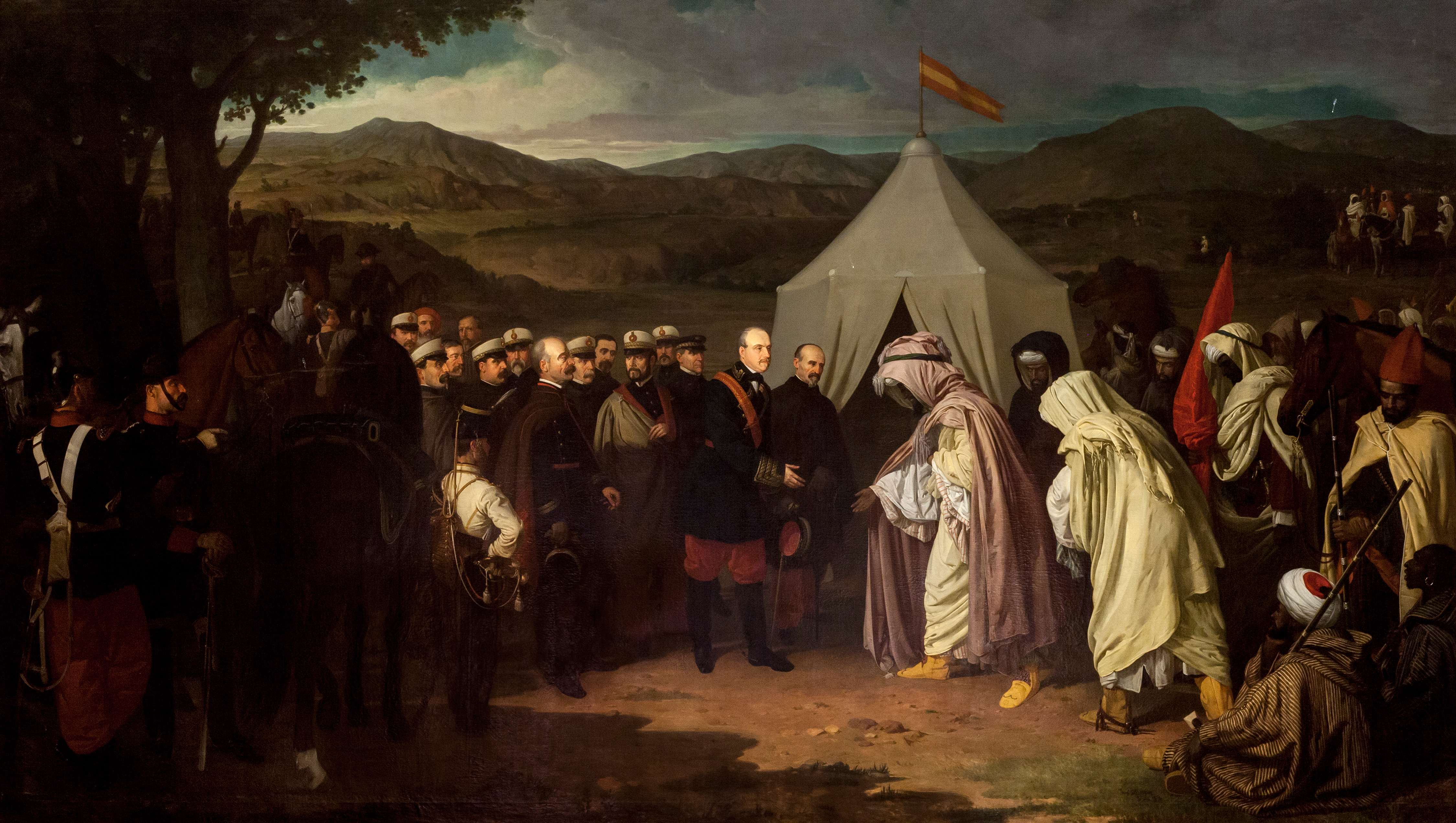
Der Frieden von Wad-Ras (Joaquín Domínguez Bécquer)

Der am 26. April 1860 in Tétouan von O’Donnell und dem Botschafter Muley-el-Abbas unterzeichnete Frieden von Wad-Ras bestimmte, dass Marokko auf seinem Gebiet spanische Missionare zulassen, an Spanien eine Entschädigung von 20 Millionen Piaster zahlen und bis zur Zahlung dieser Summe die Stadt Tétouan den Spaniern überlassen musste. Da die Ausführung des mit Marokko abgeschlossenen Friedensvertrags auf vielfache Schwierigkeiten stieß, stellte Spanien ein neues Ultimatum.
Hierauf kam Muley-el-Abbas 1861 als Gesandter nach Madrid, und mit diesem wurde ein neuer Vertrag abgeschlossen. Vor der Räumung Tétouans sollte Spanien demnach 60 Millionen Realen erhalten, der Rest der schuldigen 200 Millionen Realen aber aus der Hälfte der Zollerträgnisse, über die Spanien direkt verfügte, bezahlt werden. Die Kirche in Tétouan sollte bestehen bleiben, ein spanisches Konsulat in Fès errichtet und den dortigen Missionaren der Schutz der Regierung zugesichert werden. Nachdem Marokko mit Hilfe Englands die Entschädigungssumme gezahlt hatte, erfolgte im April 1862 die Räumung Tétouans. 1913 kam es zu Spanisch-Marokko. Erst mit Erlangung der Unabhängigkeit unter Mohammed V. 1956 fiel die Stadt erneut an Marokko zurück.
Schätzungsweise kamen in diesem Krieg 10.000 Menschen ums Leben (4.000 auf spanischer, 6.000 auf marokkanischer Seite).